# Zapora Mantasoa
Zapora Mantasoa – zapora na rzece Varahina-Nord, dopływie rzeki Ikopa, w pobliżu Mantasoa w regionie Analamanga na Madagaskarze . Została zbudowana przez francuską firmę budowlaną w latach 1937–1938. Tworzy jezioro Mantasoa o powierzchni 20 km². Konstrukcja żelbetowa z wieloma łukami o małej rozpiętości, o kubaturze 8 000 m³. Ma 20 metrów wysokości i 122 metrów długości, mieści 125 milionów m³ wody .
Zapora służy zarówno do celów energetycznych (woda uwolniona z tamy zapewnia regulowany przepływ do elektrowni wodnej w położonej poniżej zapory), jak i rolniczych (nawadnianie) .